# Ken De Dycker
Ken De Dycker (Lubbeek, 20 juni 1984) is een Belgisch voormalig motorcrosser.

## Levensloop
De Dycker debuteerde in 2004 in de MX1-klasse voor het Sarholz Honda-team. In zijn eerste seizoen eindigde hij negende. Van 2006 tot en met 2007 reed hij voor het Britse CAS Honda-team. Vanaf 2008 kwam hij uit voor het Suzukiteam van Sylvain Geboers. In 2010 schakelde hij over naar het Yamahateam geleid door Ilario Ricci. Sinds 2011 reed hij met Honda. Vlak voor de start van het seizoen 2012 werd bekend dat hij per direct Honda verliet. Een week later was hij vervangend piloot voor de geblesseerde Max Nagl bij KTM. Zijn tijdelijk contract werd verlengd voor het ganse seizoen. Ook in 2013 en 2014 kwam hij uit voor KTM. Zijn contract werd verlengd voor het seizoen 2015.
Van 2004 tot 2010 eindigde hij zeven jaar op rij in de top tien van het FIM MX1-wereldkampioenschap motorcross, met als beste prestatie een derde positie in 2008 en 2013.

## Palmares
- 2013: Winnaar Motorcross der Naties

| 1 | 1 juli 2007      | Zweden    | Uddevalla     |
| 2 | 6 april 2008     | Nederland | Valkenswaard  |
| 3 | 2 augustus 2009  | Limburg   | Lommel        |
| 4 | 30 augustus 2009 | Nederland | Lierop        |
| 5 | 20 juli 2010     | Duitsland | Teutschenthal |